# Indiexpo
indiexpo  este un site de găzduire numai pentru jocuri video gratuite care pot fi jucate în browser sau descărcate pentru PC, Linux sau MAC cu funcții similare unui social . Prima versiune a site-ului a fost disponibilă la 1 martie 2011, numai în Italia, ca spațiu virtual pentru jocuri video independente dezvoltate folosind Rpg Maker și Game Maker. Începând cu 2020, site-ul este tradus în 20 de limbi și găzduiește jocuri de toate felurile și genurile.

## Istorie

### 2011–2015
Prima versiune a site-ului web indiexpo a fost disponibilă online în 2011, sub numele de freankexpo.net și a fost anunțată în principalul și cel mai popular forum italian al Rpg Maker. Prima versiune avea doar funcții de bază care includeau un sistem de înregistrare a utilizatorilor și încărcarea jocurilor direct de către autorii sau fanii lor. Difuzarea sa a implicat ulterior și alte comunități italiene de dezvoltare a jocurilor , în special în ceea ce privește RPG Maker și Game Maker. De asemenea, site-ul a fost rapid tradus în engleză în mai 2011, în germană în septembrie același an și în franceză și spaniolă anul următor. Traducerea a fost gestionată direct de primii jucători și dezvoltatori care au început să folosească site-ul. În cursul anului 2013, site-ul și-a văzut creșterea și multe jocuri independente dezvoltate folosind alte programe de dezvoltare a jocurilor precum Unity 3D , Unreal Engine și Construct au fost încărcate în fiecare zi. Zona principală a site-ului a fost clasamentul, cu toate jocurile sortate în funcție de scorurile atribuite de alți utilizatori. Jocurile erau potrivite pentru toate tipurile de sisteme de operare, iar site-ul era considerat una dintre principalele platforme pentru descărcarea jocurilor gratuite pentru Linux.

### 2016 - astăzi
La începutul anului 2016 site-ul a fost complet rescris și redenumit indiexpo, devenind un portal de jocuri cu o mulțime de caracteristici noi și un design total nou și mai modern. 
De asemenea, indiexpo a început să accepte jocuri de browser HTML5 în februarie și, în luna martie, a fost deschisă zona „evenimente”. În același an, în cursul lunii septembrie, au fost introduse și alte funcții noi, precum posibilitatea de a insera  hashtaguri care pot fi utilizate în comentarii sau în descrierea jocului, noi clasamente și noi statistici pentru jocuri .
În luna august, au început testele pe un sistem API , care le-a permis tuturor dezvoltatorilor să creeze automat un clasament online pentru jocurile lor.
Inspirat de  Ready Player One , site-ul a organizat vânătoare de comori în mai multe jocuri, folosind noua funcție de clasament online. În luna iunie a fost introdusă și posibilitatea de a încorpora un joc în blogul sau site-ul personal, cu un sistem foarte similar cu cel folosit de YouTube.
În 2017, site-ul a început să fie folosit și de mai mulți dezvoltatori celebri care se apropiau de lumea jocurilor indie , precum Mario Marquardt, unul dintre autorii Assassin's Creed Chronicles și Pierre Leclerc, unul dintre dezvoltatorii de la Electronic Arts.
În luna martie 2018, primele jocuri temporare exclusive au început să fie lansate pe site și ulterior a fost introdus și îmbunătățit un algoritm de învățare automată care a recomandat jucătorilor cele mai potrivite pe baza activităților lor. Site-ul este tradus în 20 de limbi, inclusiv limbi orientale precum japoneza, chineza și coreeana, care au fost adăugate în perioada 2018 și 2019. În 2020, marcând un record pentru site-urile de acest gen, a fost tradus și în limba persană.

## Funcționalitate

### Machine learning
indiexpo a dezvoltat un sistem complex de recomandări de jocuri personalizate bazate pe evaluările jucătorilor, comentarii și activitate. Sistemul de recomandare al Indiexpo cuprinde diverse abordări algoritmice, cum ar fi învățarea prin întărire, rețelele neuronale, modelarea cauzală, modelele grafice probabilistice, factorizarea matricei, seturile și bandiții. De fiecare dată când un utilizator înregistrat accesează site-ul, sistemul de recomandare estimează probabilitatea ca un utilizator să joace un anumit joc pe baza activităților sale anterioare.

### indiepad
În cursul anului 2017, pentru sistemul  Android a fost lansată o aplicație conectată la site-ul numit indiepad , care vă permitea să vă transformați smartphone-ul într-un controler și să jucați diferite jocuri încărcate pe indiexpo. Când este lansat un joc compatibil, utilizatorul are opțiunea de a scana  codul QR și de a-și conecta telefonul la jocul în cauză. Această caracteristică a primit mult sprijin de la compania Scirra, proprietarul motorului de joc Construct.
Particularitatea acestui sistem, pentru dezvoltatori, este ușurința sa de implementare, de fapt nu este necesar să schimbați codul jocului dvs., dar este posibil să integrați acest tip de gamepad direct în momentul încărcării pe site.
Este deosebit de potrivit pentru jocurile multiplayer locale, permițând configurarea a până la 4 jucători.

### indiexpo Doodle
Similar cu doodle Google, indiexpo Doodle este o specială și modificarea temporară a logo - ului indiexpo în bara de căutare a site - ului pentru a comemora nerd-tematice sau evenimente tematice-jocuri, realizări și figuri istorice bine cunoscute în industria jocurilor de noroc. De exemplu, sigla a fost modificată în timpul ultimului turneu mondial de șah, la începutul ultimului sezon al Game of Thrones, în timpul aniversării lui Atari și Pacman , pentru a comemora Ironman în filmul Avengers: Endgame, în ultimul sezon al  Attack on Titan.

## Kickstarter
indiexpo nu și-a promovat niciodată propria campanie de Kickstarter, dar a ajutat de mai multe ori echipele mai mici să câștige vizibilitate și să își difuzeze inițiativele. Cele mai relevante au fost legate de jocurile Landflix Odyssey, Ayo The Clown, Justin Wack and the Big Time Hack e Freud's Bones.